# Cortes de Monzón (1362)
Las Cortes de Monzón de 1362-1363 fueron unas Cortes Generales de la Corona de Aragón convocadas por el rey Pedro IV de Aragón en 1362 en la ciudad de Monzón para conseguir una nueva financiación con la que hacer frente a la guerra con Castilla.
Son consideradas como las cortes que consolidaron como instituciones permanentes las Diputaciones Generales de Aragón y Cataluña, creando el impuesto llamado generalidades, un tributo permanente y general en los respectivos territorios que garantizaba unas finanzas propias administradas por una institución estable y dependiente de las Cortes.
| Predecesor: Cortes de Monzón (1289)                        | Cortes Generales de la Corona de Aragón 1362-1363 | Sucesor: Cortes de Monzón (1376-1377)      |
| Predecesor: Cortes de Zaragoza-Borja (1360)                | Cortes del Reino de Aragón 1362-1363              | Sucesor: Cortes de Zaragoza (1364)         |
| Predecesor: Cortes de Barcelona-Villafranca-Cervera (1358) | Cortes Catalanas 1362-1363                        | Sucesor: Cortes de Barcelona-Lérida (1364) |
| Predecesor: Cortes de Valencia (1360)                      | Cortes del Reino de Valencia 1362-1363            | Sucesor: Cortes de Cullera-Valencia (1364) |

- Datos: Q8351256